# Neoregelia melanodonta
Neoregelia melanodonta är en gräsväxtart som beskrevs av Lyman Bradford Smith. Neoregelia melanodonta ingår i släktet Neoregelia och familjen Bromeliaceae. Inga underarter finns listade i Catalogue of Life.